# 李澣
李澣（？—962年），又作李瀚。字日新。京兆万年（今陕西西安）人，五代十国、辽代文学家，李涛的弟弟。

## 生平
李澣年幼时聪敏，有逸才，仰慕初唐四杰的文章。每作文章，笔不停辍，之后他与其兄李涛同仕后唐。长兴初年，吴越王钱镠卒，唐明宗诏兵部侍郎杨凝式撰神道碑，令李澣代草。后唐长兴四年（933年）中进士，官至校书郎、集贤院学士。后晋时，为中书舍人、礼部郎中、知制诰。契丹（辽）占据汴京，辽太宗入开封，後晋亡，李澣与徐台符被俘，与高勳等十余人羁留辽朝南京（今北京）。
辽世宗即位，李澣抵达上京，授翰林学士、宣政殿学士。辽穆宗即位，李澣为工部侍郎。李澣一直想南归，应历二年（952年，后周广顺二年）李澣曾向后周太祖郭威秘密通报辽国形势。他企图自辽国逃走，托求医去南京，计划南奔后周，行至涿州被逮捕。自缢，不死。被押送上京途中，投潢河（今内蒙古西拉木伦河）自杀，被枢密使高勋援救得不死，因而被严加防范。被囚禁于奉国寺长达六年。穆宗欲建太宗功德碑，高勋推荐李澣秉笔。所撰碑文甚合穆宗之意。穆宗大悦，释囚，拜礼部尚书，宣政殿学士，李澣在契丹去世。《宋史·艺文志》著录其《丁年集》十卷，是其兄李涛收其文章编成，取苏武丁年奉使之义。《通志·卷70·艺文略》著录其《应历小集》十卷，以辽穆宗年号名集，皆丢失。

## 延伸阅读
[在维基数据编辑]
 《遼史/卷103》，出自脱脱《遼史》